# 曾中立
曾中立，大清廣東省嘉應州人，字鶴峰。乾隆44年恩科舉人，乾隆49年主講臺灣府城的海東書院。臺灣發生黃教之亂時任六堆大總理，林爽文事件時因六堆軍牽制莊大田部勢力有功，獲賞五品花翎、義勇巴圖魯名號。林爽文事件結束之後沒多久，返回原鄉。

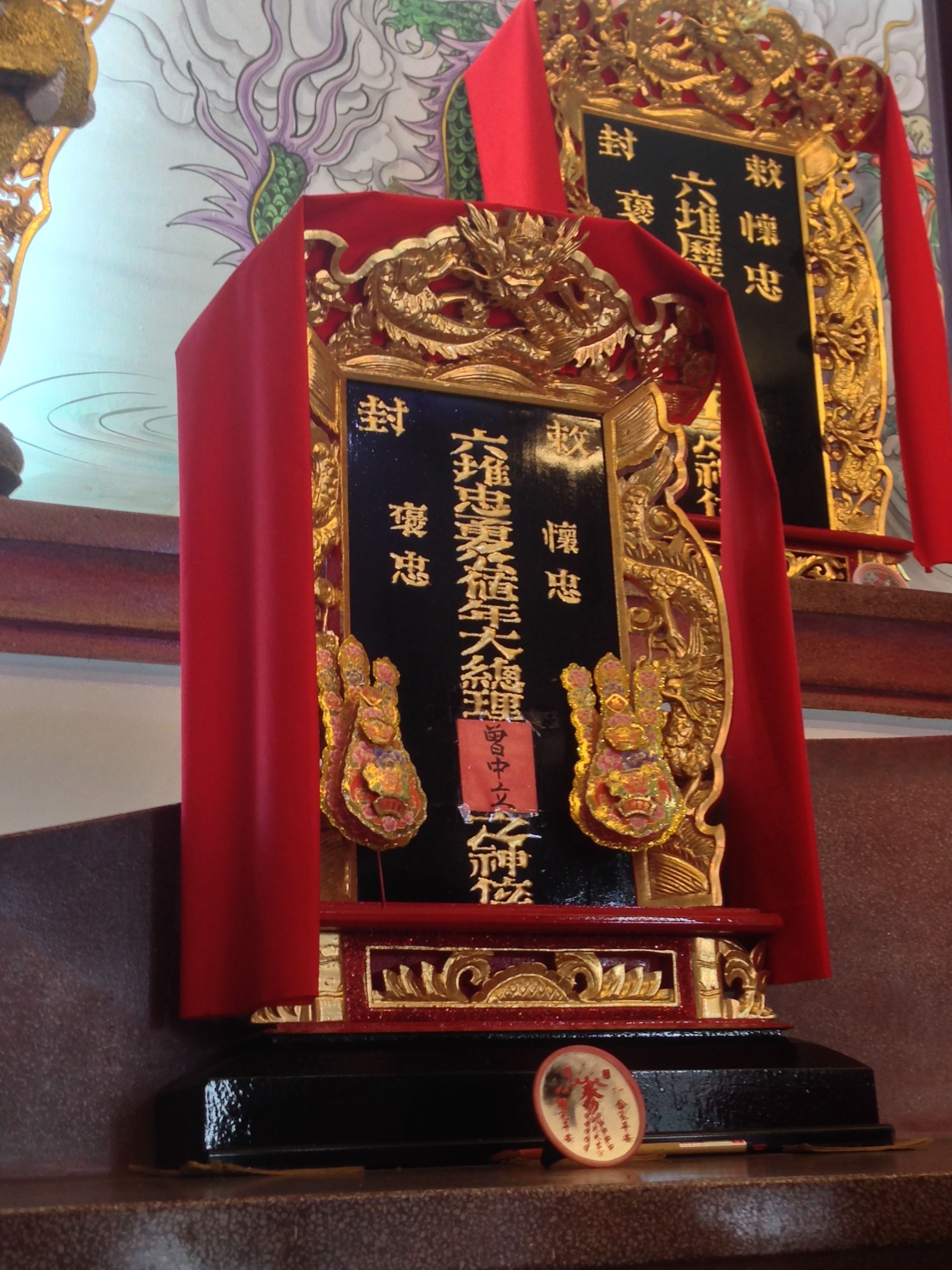
六堆忠義亭曾中立牌位